# Електронний реєстр пацієнтів МОЗ
Електро́нний реє́стр паціє́нтів МОЗ дозволить відмовитися від паперових медкарток.
Персональні дані пацієнтів розміщуватимуться на серверному обладнанні МОЗ України, що дасть можливість централізовано забезпечувати контроль за їх збереженням.
Міністерство охорони здоров'я України впроваджує Всеукраїнський електронний реєстр пацієнтів (ЕРП), і паперові медичні картки найближчим часом стануть історією.
Із переходом на електронну систему збору та зберігання інформації відійдуть у минуле і проблеми, пов'язані з паперовим медичними картками.
Нині картки зберігаються за місцем проживання пацієнта, і з цим пов'язані тривалі бюрократичні процедури. Також виникають труднощі у процесі збору анамнезу, наприклад, коли пацієнт потрапляє до закладу охорони здоров'я у невідкладному стані без медичної картки.
Часом через людський фактор трапляються випадки втрати медичної інформації. Централізований ЕРП дасть змогу вирішити ці питання, що підвищить доступність медичної допомоги
Персональні дані пацієнтів розміщуватимуться на серверному обладнанні МОЗ України, що дасть можливість централізовано забезпечувати контроль за їх збереженням.
Головним інвестором у цьому напрямі є Світовий банк, який не лише фінансово, а й ідеологічно підтримує Міністерство охорони здоров'я України в новітніх перетвореннях.